# تلور موتلیموف
تلور موتلیموف (انگلیسی: Tellur Mutallimov؛ زادهٔ ۸ آوریل ۱۹۹۵) بازیکن فوتبال اهل جمهوری آذربایجان است.
از باشگاه‌هایی که در آن بازی کرده است می‌توان به باشگاه فوتبال زیره اشاره کرد.
وی همچنین در تیم‌های ملی فوتبال زیر ۲۱ سال جمهوری آذربایجان و جمهوری آذربایجان بازی کرده است.